# Ermita de la Salut (El Papiol)

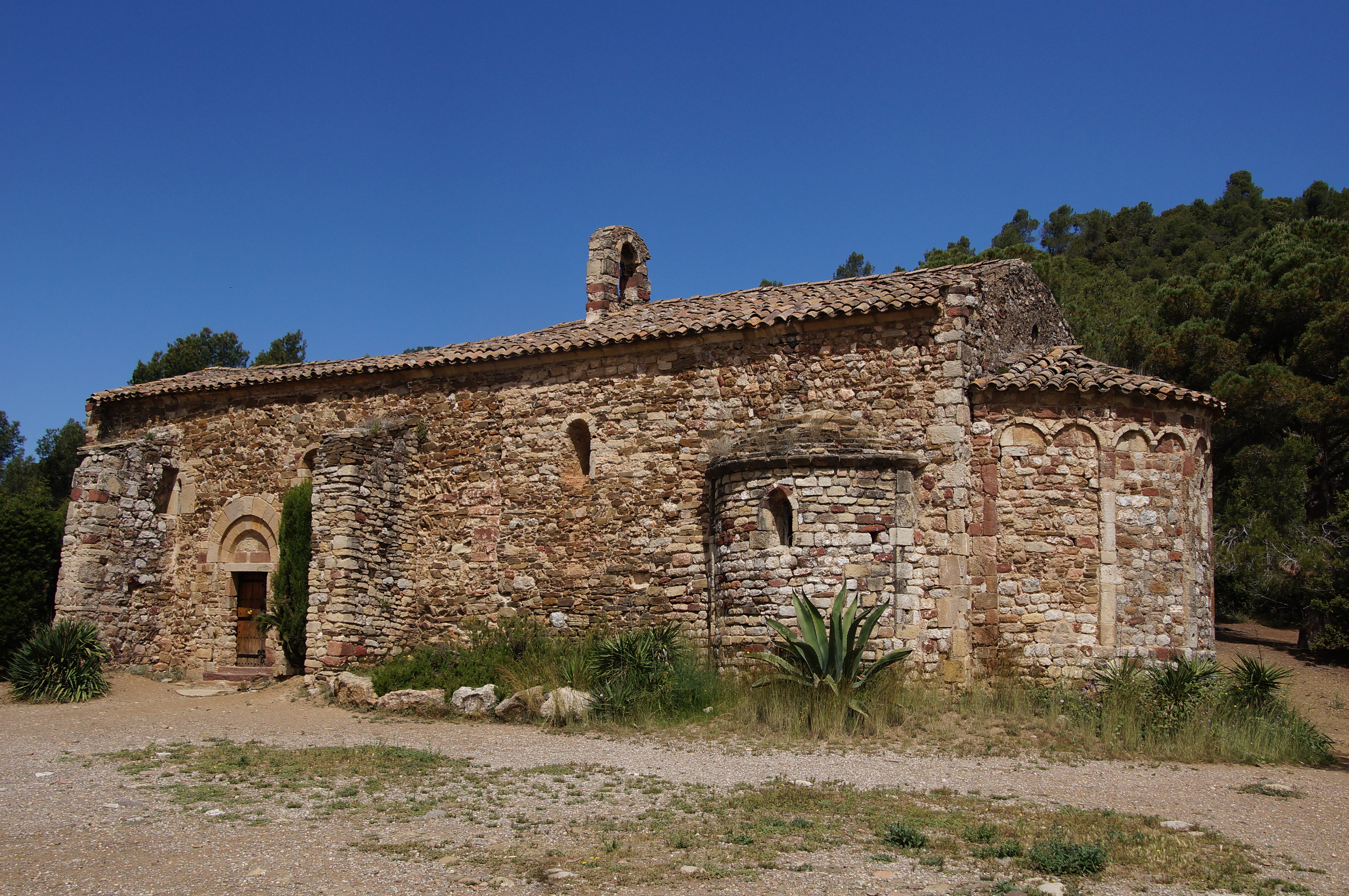
El Papiol – Ermita de la Salut

Die Ermita de la Salut ist eine kleine Einsiedlerkirche in Katalonien in Spanien. Sie liegt auf einer 225 Meter hohen Anhöhe im Gebiet der Serra de Collserola nordöstlich des Ortes El Papiol an der Grenze zum östlich gelegenen Nachbarort Valldoreix in der Gemeinde Sant Cugat del Vallès. Die Kirche gehört zur Pfarrei Santa Eulàlia del Papiol im Bistum Sant Feliu de Llobregat.

## Geschichte
Über den oder die Bauherren der ursprünglich der hl. Eulalia, ab 1717 dann der Gottesmutter Maria (Mare de Déu) geweihten Kirche ist nichts bekannt. Wegen seiner ungegliederten und schmucklosen Bauformen wird der – durch eine deutlich sichtbare Baufuge markierte – östliche Teil des Langhauses mitsamt den beiden seitlichen Apsiden zumeist als präromanisch eingestuft und noch in das ausgehende 10. Jahrhundert datiert. Die durch Lisenen gegliederte und unterhalb der Dachtraufe mit einem Rundbogenfries abschließende Apsis wird dagegen – ebenso wie der Westteil des Kirchenbaus mit seinem auf der Südseite befindlichen Portal – dem 11. Jahrhundert, also der Zeit der beginnenden katalanischen Romanik zugeordnet. Im 14. Jahrhundert war die Kirche einige Jahre lang die Pfarrkirche von El Papiol. Im Jahr 1911 wurde der Kirchenbau restauriert.

## Architektur

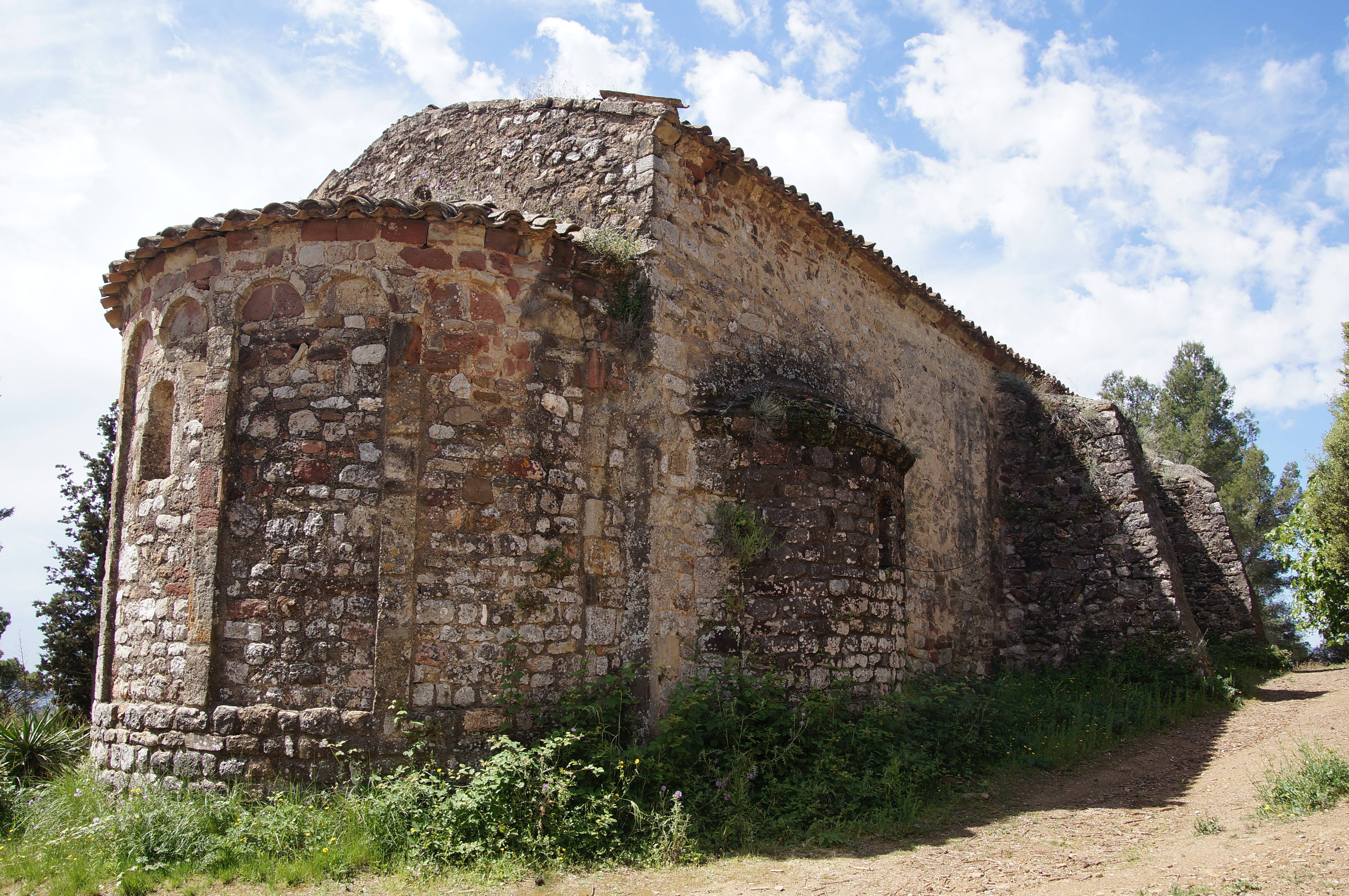
Ost- und Nordseite

### Steinmaterial
Der ca. 20,50 Meter lange und im Innern etwa 3,50 Meter breite und 4,80 Meter hohe Kirchenbau ist zur Gänze aus weitgehend unbearbeiteten Bruchsteinen errichtet. Lediglich an den Ecken und an den Strebepfeilern sowie am später eingebauten Portal finden sich exakt bearbeitete Hausteine.

### Außenbau
Der turmlose, aber mit einem – nach der Erweiterung der Kirche nach Westen – mittig platzierten Glockengiebel (espadanya) versehene Kirchenbau besteht aus einem langgestreckten Kirchenschiff mit östlich daran anschließender Apsis, die als einziger Bauteil durch Lisenen und einen einfachen Rundbogenfries gegliedert ist. Bemerkenswert ist die Tatsache, dass sich im Osten zwei seitliche Apsiden befinden, die den Kirchenbau in die Nähe der allesamt späteren Dreikonchenanlagen rücken. Im oberen Bereich der völlig schmucklosen Westfassade befindet sich ein schmales Zwillingsfenster (ajimez) – ansonsten wird das Kirchenschiff nur über ein kleines Fenster auf der Südseite belichtet; lediglich die drei Apsiden verfügen über jeweils ein Mittelfenster. Der Eingang zur Kirche befindet sich – wie in der Region üblich – auf der Südseite und wird von zwei mächtigen Strebepfeilern gerahmt.

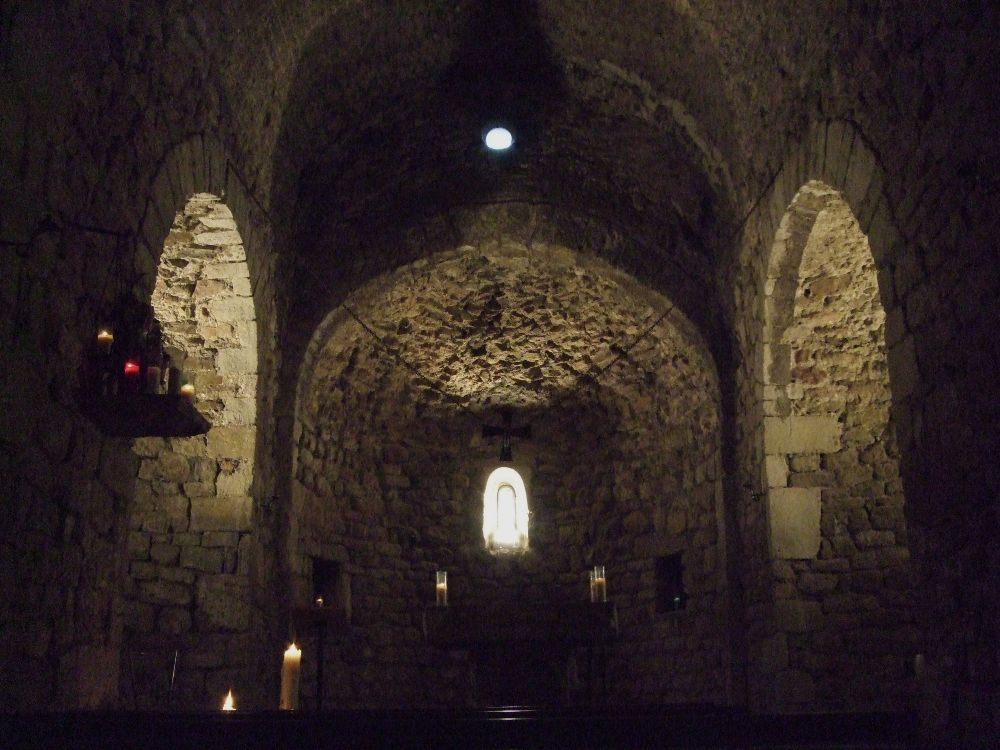
Inneres der Kirche

### Innenraum
Das Kircheninnere ist einschiffig und insgesamt sehr dunkel; die Wände sind unverputzt. Das Kirchenschiff wird von einem Tonnengewölbe mit Gurtbogenunterzügen überspannt, die auf Wandvorlagen ruhen. Der Schubkräfte wird im Ostteil durch die beiden seitlichen Apsiden, im Westteil dagegen durch mächtige Strebepfeiler abgeleitet; die drei Apsiden zeigen die üblichen und statisch eher unproblematischen Kalottenwölbungen. Im Bogenzwickel oberhalb der Mittelapsis befindet sich ein kleiner Oculus.

### Ausstattung
Der im Zentrum der drei Apsiden aufgestellte Altar stammt aus dem Jahr 1972. Die mittelalterlich anmutende Figur einer Maria mit Kind vom Typus der Sedes sapientiae ist das Werk des regional tätigen Bildschnitzers Antoni Agraz i Buil aus dem Jahr 1977.

## Detailfotos

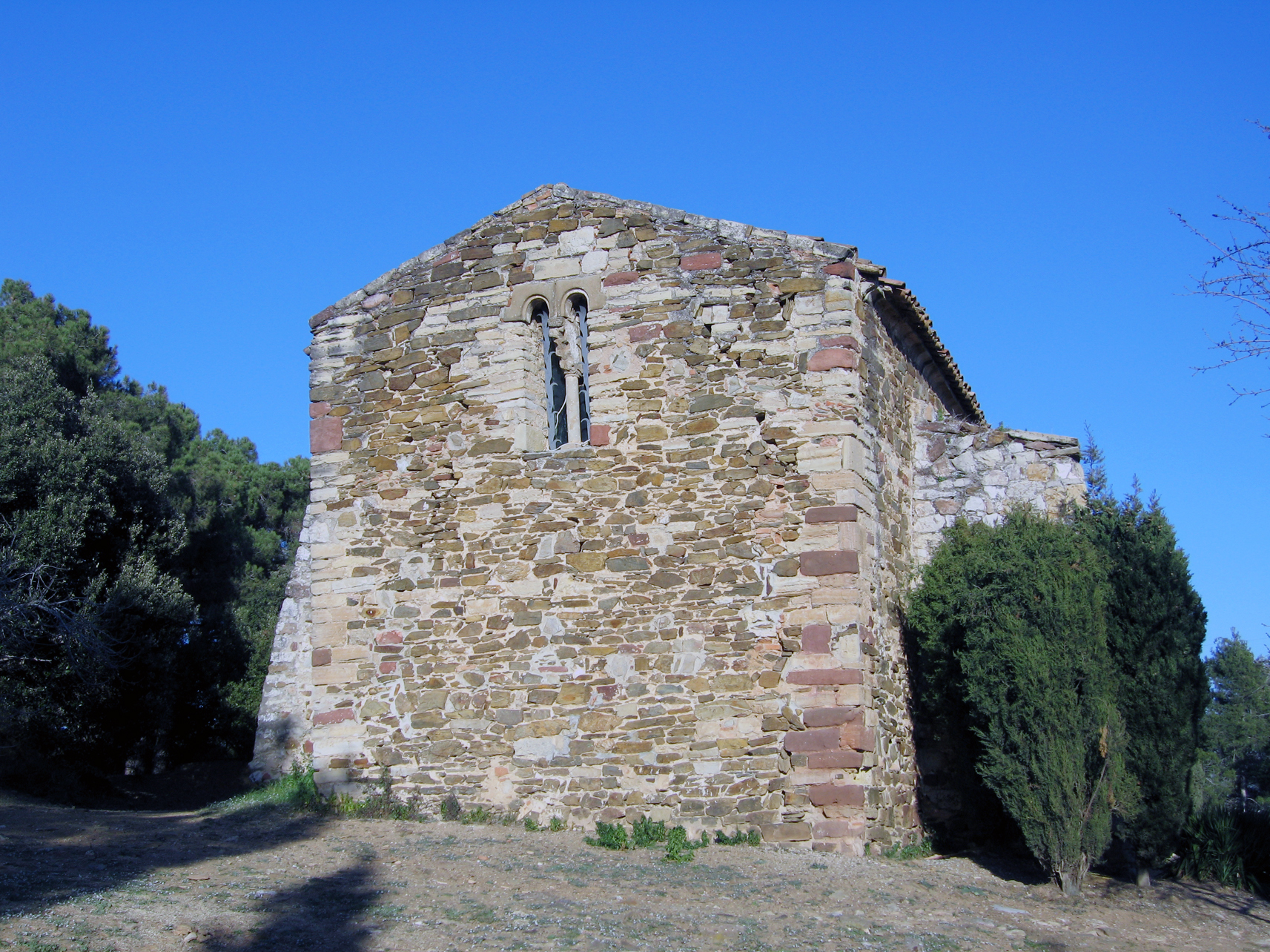
Westfassade
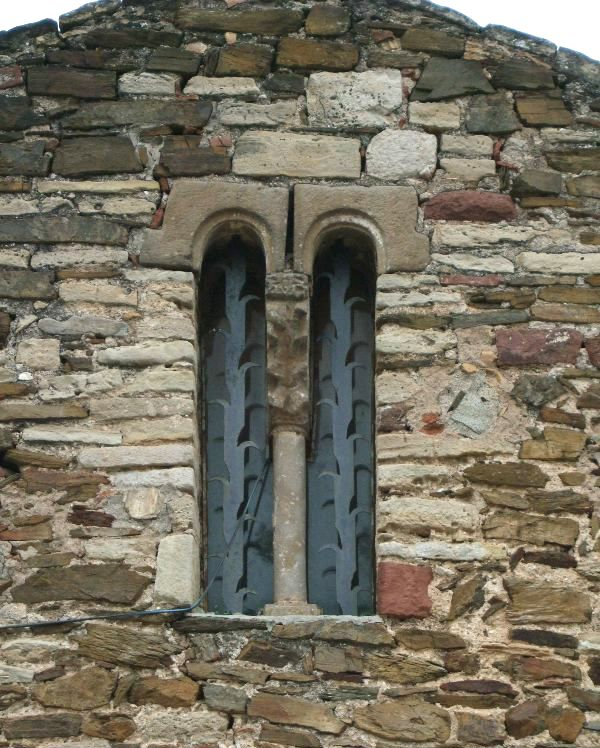
Zwillingsfenster
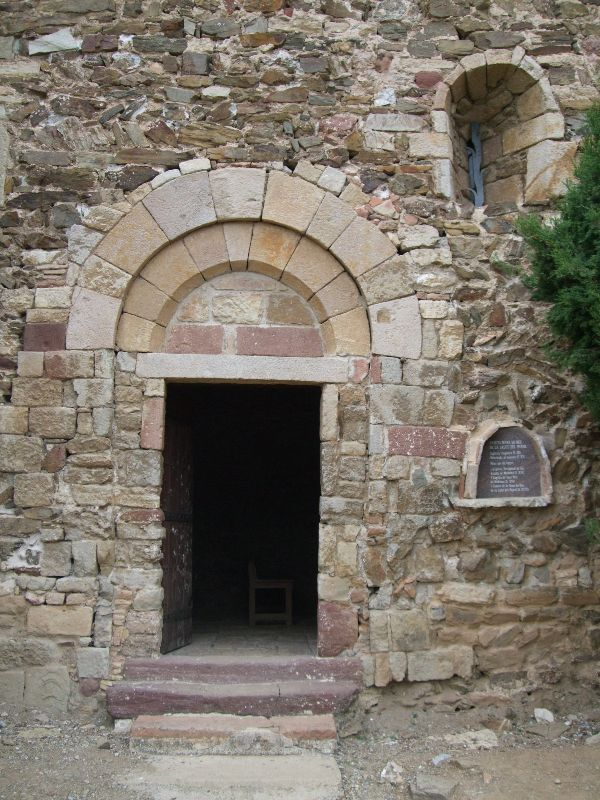
Portal

## Prozessionen
Alljährlich finden zwei Prozessionen zur Kirche statt: Am zweiten Sonntag im September pilgern die Bewohner von El Papiol und am 12. Oktober die Einwohner von Valldoreix zur nordöstlich bzw. westlich oberhalb der jeweiligen Orte gelegenen Kirche.